# Потоцкий, Сергей Иванович
Серге́й Ива́нович Пото́цкий (1883—1958) — советский композитор.

## Биография
Родился 19 сентября 1883 года в Тамбове.
Окончил филологический факультет Московского университета. В 1904—1908 годах — ученик С. И. Танеева.
Окончил Московскую консерваторию в 1914 году по классу фортепиано у К. Н. Игумнова, в 1916 году — по классу композиции у С. Н. Василенко.

В 1917—1918 годах — дирижёр оперы Народного дома им. И. П. Каляева в Москве.

В 1918—1921 годах — заведующий музыкальной частью МХАТа-2.

В 1930 году написал одну из первых опер на советскую тему — «Прорыв» (поставлена в Большом театре).

Автор четырёх опер, кантаты «Родина», оркестровых и фортепианных произведений, романсов, музыки к спектаклям и кинофильмам.
Умер в Москве 29 января 1958 года. Похоронен на Ваганьковском кладбище (14 уч.).
Отец филолога Нины Павловой.

## Творчество

### Оперы
- Прорыв (1930)
- Чёрное море (1937)
- Степан Разин (1950)
- Адмирал Ушаков (1957)

### Романсы
- «Тихой ночью, поздним летом…» (Op. 8, № 2 на стихи Ф. И. Тютчева)[4]

### Музыка к фильмам
- 1931 — Шторм
- 1934 — Гармонь
- 1934 — Четыре визита Самюэля Вульфа
- 1935 — По следам героя
- 1935 — Чёрная пасть (Кара-Бугаз) (совместно с М. М. Ипполитовым-Ивановым)
- 1935 — У самого синего моря
- 1936 — Случайная встреча
- 1937 — Дума про казака Голоту
- 1939 — Всадники
- 1940 — Пятый океан
- 1941 — Богдан Хмельницкий
- 1942 — Годы молодые
- 1942 — Чудесная скрипка
- 1942 — Боевой киносборник «Юные партизаны»
- 1942 — Боевой киносборник № 9
- 1943 — Мы с Урала
- 1943 — Принц и нищий
- 1944 — Кащей Бессмертный
- 1944 — Иван Никулин — русский матрос
- 1946 — Освобождённая земля
- 1946 — Старинный водевиль
- 1947 — Мальчик с окраины
- 1952 — Майская ночь, или Утопленница
- 1955 — Глазами кино